# Millidgella
Millidgella is een geslacht van spinnen uit de familie hangmatspinnen (Linyphiidae).

## Soorten
De volgende soorten zijn bij het geslacht ingedeeld:
- Millidgella trisetosa (Millidge, 1985)